# Franz Augsberger
Franz Xaver Josef Maria Augsberger (10 de octubre de 1905 - 19 de marzo de 1945) fue un comandante austríaco de alto rango de las SS durante la II Guerra Mundial. Murió en combate en marzo de 1945.

## Biografía
Nacido en Austria en 1905, Franz Augsberger se unió al Sturmabteilung (SA) y al Partido Nazi (NSDAP) en 1930. Estuvo al cargo de la propaganda del NSDAP hasta junio de 1933, cuando el NSDAP fue declarado ilegal en Austria. Augsberger se trasladó a Alemania y se unió a las SS en 1932. El 1 de octubre de 1934 Augsberger se unió al SS-Verfügungstruppe (Tropas SS a Disposición; SS-VT), y se convirtió en líder de pelotón el 18 de marzo de 1935. Después fue recomendado para asistir a las escuelas SS-Junker en Braunschweig, donde empezó las clases en abril de 1935. También recibió el rango de SS-Hauptscharführer (Jefe de Escuadrón) el 1 de abril de 1935. Después de superar los exámenes finales, fue promovido de nuevo al rango de SS-Standartenoberjunker (oficial candidato) en enero de 1936. Después de ser promovido al rango de SS-Obersturmführer 1936 y SS-Hauptsturmführer (capitán) en 1937 y recibir entrenamiento adicional en el Rasse und Siedlungshauptamt retornó a la escuela en Braunschweig, donde se convirtió en instructor, enseñando cursos de armamentos, seguido de un año de enseñanza en la escuela de oficiales SS en Bad Tölz hasta marzo de 1939.
A principios de marzo de 1939, Franz Augsberger fue trasladado al Regimiento SS-Standarte Der Führer donde permaneció hasta principios de agosto. Temporalmente fue reasignado al mando del Allgemeine-SS en Villach con el rango de SS-Sturmbannführer el 1 de agosto de 1939. Retornó a su regimiento permanente Der Führer,  donde su rango del Allgemeine-SS fue cambiado por el de SS-Hauptsturmführer el 21 de marzo de 1940, que correspondería a su rango en las Waffen-SS.
Augsberger fue nombrado comandante de un regimiento en la 6.ª División de Montaña SS Nord. En mayo de 1942 se le concedió la cruz alemana en oro. En octubre de 1942 Augsberger fue nombrado comandante de la 3.ª Brigada de Voluntarios SS (Estonia). En 1944 la brigada fue ampliada para formar la 20.ª División de Granaderos SS (1ª Estonia), con Augsberger permaneciendo como comandante de la unidad. Augsberger comandó la división durante la prolongada retirada de las fuerzas alemanas en el frente oriental. A principios de marzo se le concedió la Cruz de Caballero de la Cruz de Hierro por el mariscal de campo Ferdinand Schörner. El 19 de marzo murió en acción como resultado de la explosión de una bomba en los cuarteles en Neustadt, Alta Silesia.

## Condecoraciones
- Cruz Alemana en oro el 30 de mayo de 1942 como SS-Sturmbannführer en el SS-Infanterie-Regiment 7 (motorizado)[2]
- Cruz de Caballero de la Cruz de Hierro el 8 de marzo de 1945 como SS-Brigadeführer y Generalmajor de las Waffen-SS y comandante de la 20. Waffen-Grenadier-Division der SS (estnische Nr. 1)[3]